# (10124) Hemse
(10124) Hemse est un astéroïde de la ceinture principale.

## Description
(10124) Hemse est un astéroïde de la ceinture principale. Il fut découvert le 21 mars 1993 à La Silla par le programme UESAC. Il présente une orbite caractérisée par un demi-grand axe de 2,26 UA, une excentricité de 0,17 et une inclinaison de 8,8° par rapport à l'écliptique.

## Compléments